# 松平定通
松平 定通（まつだいら さだみち）は、江戸時代後期の大名。伊予国松山藩の第11代藩主。定勝系久松松平家宗家12代。官位は従四位下・侍従。

## 生涯
第9代藩主・松平定国の五男として誕生した。母は側室千佐（林氏）。幼名は保丸、勝丸。
文化6年（1809年）、兄・定則の卒去により遺領松山藩15万石を継ぐ。叔父で前老中の松平定信より定通の諱を勧められる。先代定則の遺志を受け継ぎ、江戸松山藩邸には藩校三省堂を設立する。その甲斐あって、松山では生徒数増加のため興徳館が手狭となり、松山城内東門付近に移築し、修来館と改称する。同11年（1814年）には修来館を拡充させ明教館を創設、文武両道の振興、弛緩した気風の刷新、綱紀の粛正をはかる。定通は文化面のみならず殖産興業や倹約厳行などをすすめ、松山藩中興の祖として仰がれ、後世「爽粛院時代」と称される。それは叔父であり前老中兼将軍補佐であった定信による影響が大きい。同年、従五位下・隠岐守に叙任する。翌年には従四位下に昇る。
文化13年（1816年）、11代将軍・徳川家斉の名代として日光東照宮の参拝を果たす。文政8年（1825年）、溜之間詰に任ぜられ、侍従に昇る。定通は生来病弱であったため、子女に恵まれず庄内藩主・酒井忠器の娘の鶴姫（のちの和光院殿）を養女とし、天保3年（1832年）、薩摩藩主・島津斉宣の十一男勝之進（2代藩主松平定頼の雲孫、のち松平勝喜）を配して養子とする。
天保6年（1835年）6月13日、脚気のため帰国を遅らせたが、まもなく江戸松山藩邸愛宕下上屋敷にて卒去した。実は5月29日に卒したという。享年39（実は32）。法号は爽粛院殿従四位下侍従松平隠岐守源朝臣高誉博容克倹大居士。遺骸が三田済海寺に葬られる。遺髪は三田済海寺を発し、木曽路を経て松山大林寺へ送られ、葬られた（天保6年6月20日に死去したという説が有力である）。

## 系譜
- 正室：鑅姫（1805年 - 1860年） - 貞寿院殿、徳川斉匡四女
- 側室：某氏
  - 長女：紋君（1831年 - 1831年、早世）
- 側室：北川氏
  - 次女：令君（1832年 - 1854年） - 令姫、清亮院殿、松平勝成正室
- 養子
  - 男子：松平勝善（1817年 - 1856年） - 島津斉宣の十一男
  - 女子：鏈（1828年 - 1833年） - 鶴姫、和光院殿、松平勝善正室、酒井忠器娘